# Práctica anticompetitiva

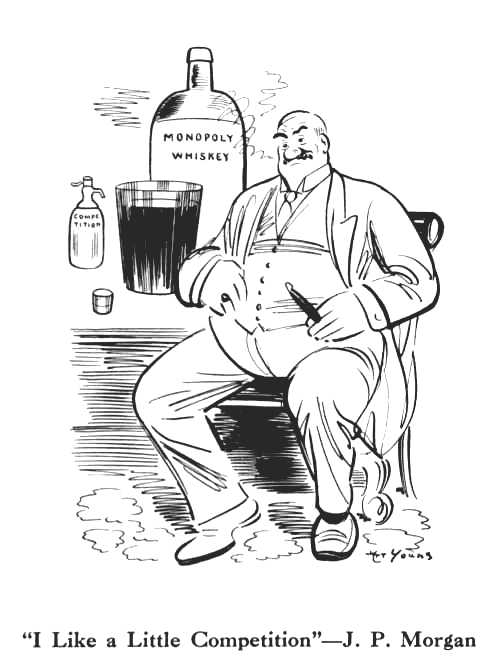
Caricatura publicada en la revista 'The Masses' en febrero de 1913. El 19 de diciembre de 1912, en un subcomité del Congreso de Estados Unidos, Samuel Untermyer preguntó a J. P. Morgan si le disgustaba o molestaba la competencia, a lo que el empresario replicó: "I like a little competition" (me gusta un poco de competencia).

Las prácticas anticompetitivas o prácticas anticoncurrenciales refieren a los daños a los intereses generales de la competencia, que pueden llegar a tener impacto en el mercado relevante de que se trate. Estas prácticas están prohibidas o limitadas por las leyes sobre la competencia.
Los mecanismos de competencia pueden llegar a ser afectados por ciertos comportamientos anticoncurrenciales (entendimientos ilícitos, abuso en cuanto a la posición dominante, acuerdos entre competidores –o sea acuerdos horizontales–, acuerdos entre no competidores –o sea acuerdos verticales–, dependencia económica, prácticas de precios abusivamente bajos), y también por la creación de estructuras anticoncurrenciales (concentración en pocos agentes económicos, oligopolios, monopolios, cárteles…).
A nivel internacional, la International Competition Network (ICN), es una organización que reúne a diferentes autoridades de competencia de todo el mundo para ayudar a combatir las prácticas que atentan contra la competencia y el  libre mercado, tanto a nivel global como a nivel particular de cada país participante. 
En Francia, los comportamientos anticompetitivos caen dentro de la función jurisdiccional de la 'Autorité de la Concurrence' (desde aprobada la "Ley de Modernización de la Economía" —Loi de modernisation de l'économie, LME— del 4 de agosto de 2008, y no del llamado 'Conseil de la Concurrence'), mientras que las estructuras anticompetitivas establecidas por los esquemas de concentraciones, pasan solamente por la potestad consultativa del Consejo, ya que la decisión final la toma el poder político.
Muchos son los países que han aprobado leyes sobre la competencia y tienen al respecto organismos reguladores. En Uruguay, la 'Ley de Promoción y Defensa de la Competencia' (Ley nº 18.159) es la que actualmente se aplica, y el principal organismo regulador es la 'Comisión de Promoción y Defensa de la Competencia'. En República de El Salvador, por su parte, la 'Superintendencia de Competencia' es la institución de Derecho Público que se encarga de este asunto, regulada por la llamada 'Ley de Competencia' (decreto nº 528 promulgado el 23 de diciembre de 2004) y demás disposiciones aplicables.